# Noman Çelebicihan
Noman Çelebicihan (lub Numan Çelebicihan, Noman Czelebidżihan; ur. 1885 w Büyük Sunaq, zm. 23 lutego 1918 w Sewastopolu) – krymskotatarski polityk. Od listopada 1917 do stycznia 1918 roku był prezydentem Krymu.

## Życiorys
Młody Noman zdobył gruntowne wykształcenie, kończąc studia prawnicze w Stambule.
Założył Związek Studentów Krymu oraz stowarzyszenie Vatan (Ojczyzna), które stało się zaczątkiem partii Milli Firka. Dnia 26 listopada 1917 roku został wybrany pierwszym prezydentem młodej republiki krymskiej. Oprócz polityki zajmował się literaturą. Słowa jego wiersza o Krymie Ant etkenmen (Przysięgałem) stały się hymnem Tatarów krymskich.
W styczniu 1918 został aresztowany przez bolszewików i osadzony w Sewastopolu. W dniu 23 lutego 1918 roku został rozstrzelany przez pluton egzekucyjny Floty Czarnomorskiej. Jego ciało rozkawałkowano i wrzucono do Morza Czarnego.